# Varaize
Varaize település Franciaországban, Charente-Maritime megyében. Lakosainak száma 545 fő (2022. január 1.). Varaize Aumagne, La Brousse, Les Églises-d’Argenteuil, Fontenet, Poursay-Garnaud, Saint-Julien-de-l’Escap, Sainte-Même és Saint-Pierre-de-Juillers községekkel határos.

## Népesség
A település népessége az elmúlt években az alábbi módon változott:
| Lakosok száma | 770  | 644  | 594  | 578  | 557  | 559  | 560  | 561  | 560  | 545  |
|               | 1968 | 1982 | 1990 | 2006 | 2013 | 2015 | 2017 | 2019 | 2020 | 2022 |